# Thaumasura australiensis
Thaumasura australiensis är en stekelart som beskrevs av Boucek 1988. Thaumasura australiensis ingår i släktet Thaumasura och familjen puppglanssteklar. Inga underarter finns listade i Catalogue of Life.